# Nai Palm
Nai Palm, vlastním jménem Naomi Saalfield, (* 15. května 1989) je australská zpěvačka. V roce 2011 spoluzaložila skupinu Hiatus Kaiyote, s níž do roku 2015 vydala tři studiová alba. Roku 2017 vydala své debutové sólové album Needle Paw. V rámci jeho podpory rovněž odehrála několik sólových koncertů. V roce 2018 jí byl diagnostikován karcinom prsu. Téhož roku zpívala v písni „Is There More“ z alba Scorpion kanadského rappera Drakea.